# سلام (ترانه ادل)
«سلام» (به انگلیسی: Hello) ترانه‌ای از خواننده بریتانیایی ادل است که در ۲۳ اکتبر ۲۰۱۵ توسط ایکس‌ال رکوردینگز به عنوان آهنگ پیشگام از سومین آلبوم استودیویش ۲۵ (۲۰۱۵) منتشر شد. ادل این ترانه را همراه با آهنگساز خود گرگ کرستین نوشت. پس از انتشار، ترانه نقدهای مثبتی از سوی منتقدان دریافت کرد، منتقدانی که به‌طور مطلوب آن را با کار پیشین ادل مقایسه کردند و اشعار ترانه و صدای ادل را مورد ستایش قرار دادند. ترانه در لندن ضبط شد.
"سلام" تقریباً در تمام کشورهایی که شامل جدول فروش هستند به رتبه اول دست یافت، از جمله در بریتانیا که به دومین تک‌آهنگ شماره یک پس از "یکی مثل تو" تبدیل شد و پرفروشترین ترانه در هفته اول انتشار در سه سال اخیر شد. در ایالات متحده، "سلام" رتبه یک را در هفته اول در ۱۰۰ آهنگ داغ بیلبورد به دست آورد و به چهارمین شماره یک ادل در این جدول تبدیل شد و چندین رکورد مختلف را شکست از جمله به اولین آهنگی تبدیل شد که بیش از یک میلیون کپی دیجیتال از آن در یک هفته به فروش رفت. در پایان سال ۲۰۱۵، ۱۲٫۳ میلیون تعداد از ترانه در سرتاسر جهان به فروش رفته بود و ۷مین تک‌آهنگ پرفروش سال شد.
نماهنگ توسط زاویه دولان کارگردانی شد و ستارگان آن ادل و تریستان وایلدز بودند. نماهنگ ترانه، رکورد بیشترین بازدید در ویوو را با ۲۷٫۷ میلیون بازدید در مدت ۲۴ ساعت که قبلاً در اختیار «خصومت» تیلور سوئیفت با ۲۰٫۱ میلیون بازدید در همان بازه زمانی بود را شکست. همچنین رکورد کوتاه‌ترین زمان در رسیدن به ۱۰۰ میلیون بازدید ویوو که قبلاً در اختیار «توپ مخرب» مایلی سایرس بود به علاوه رکورد کوتاه‌ترین زمان در رسیدن به ۱ میلیارد بازدید یوتیوب را نیز شکست (۸۸ روز). نماهنگ نامزد هفت جایزه در جوایز موزیک ویدئوی ام‌تی‌وی ۲۰۱۶ شد از جمله: نماهنگ سال ادل آهنگ را در اجرایی زنده در برنامه ویژه یک ساعته بی‌بی‌سی، با عنوان ادل در بی‌بی‌سی رونمایی کرد. در ۶ دسامبر ۲۰۱۶ «سلام» نامزد سه جایزه گرمی شد: ضبط سال، ترانه سال و بهترین اجرای پاپ تک‌نفره.

## نماهنگ
نماهنگ این آهنگ در مونترآل فیلمبرداری شده‌است و کارگردانی آن را زاویه دولان کانادایی بر عهده داشته‌است. تریستان وایلدز بازیگر آمریکایی نیز در این نماهنگ همراه با ادل به نقش آفرینی پرداخته‌است. این ترانه با بیش از ۲٬۵ میلیارد بازدید، نوزدهمین ویدئو بازدید شده در یوتیوب نیز می‌باشد.

## جدول‌های موسیقی
| جدول (۲۰۱۵–۲۰۱۶)                                | بهترین جایگاه |
| ----------------------------------------------- | ------------- |
| استرالیا (ای‌آرآی‌ای)                             | ۱             |
| اتریش (او۳ تاپ ۴۰ اتریش)                        | ۱             |
| بلژیک (اولتراتاپ ۵۰ فلاندرز)                    | ۱             |
| بلژیک (اولتراتاپ ۵۰ والونی)                     | ۱             |
| برزیل (۱۰۰ آهنگ برتر بیلبورد برزیل)             | ۱             |
| کانادا (۱۰۰ تک‌آهنگ داغ کانادا)                  | ۱             |
| ای‌سی کانادا (بیلبورد)                           | ۱             |
| کانادا سی‌اچ‌آر/تاپ ۴۰ (بیلبورد)                  | ۱             |
| کانادا هات ای‌سی (بیلبورد)                       | ۱             |
| جمهوری چک (رادیو – تاپ ۱۰۰)                     | ۱             |
| جمهوری چک (۱۰۰ تک‌آهنگ دیجیتال برتر)             | ۱             |
| دانمارک (ترک‌لیسن)                               | ۱             |
| ترانه‌های دیجیتال اروپا (بیلبورد)                | ۱             |
| فنلاند (جدول‌های رسمی فنلاند)                    | ۱             |
| فرانسه (اس‌ان‌ئی‌پی)                               | ۱             |
| آلمان (جدول‌های رسمی آلمان)                      | ۱             |
| ترانه‌های دیجیتال یونان (بیلبورد)                | ۱             |
| جدول ایرپلی یونان (آی‌اف‌پی آی)                   | ۱             |
| مجارستان (۴۰ آهنگ رقص برتر)                     | ۱             |
| مجارستان (رادیوس تاپ ۴۰)                        | ۱             |
| مجارستان (۴۰ تک‌آهنگ برتر)                       | ۱             |
| ایرلند (ایرما)                                  | ۱             |
| اسرائیل (مدیا فارست)                            | ۱             |
| ایتالیا (فیمی)                                  | ۱             |
| ژاپن (۱۰۰ آهنگ داغ ژاپن)                        | ۱۷            |
| لبنان (۲۰ آهنگ برتر لبنان)                      | ۱             |
| ترانه‌های دیجیتال لوکزامبورگ (بیلبورد)           | ۱             |
| ایرپلی مکزیک (بیلبورد)                          | ۱             |
| هلند (۴۰ آهنگ برتر)                             | ۱             |
| هلند (۱۰۰ تک‌آهنگ برتر)                          | ۱             |
| نیوزیلند (ریکوردد میوزیک ان‌زد)                  | ۱             |
| نروژ (وی‌جی-لیستا)                               | ۱             |
| لهستان (۱۰۰ آهنگ برتر ایرپلی لهستان)            | ۱             |
| پرتغال (ای‌اف‌پی)                                 | ۳             |
| رومانی (پخش رادیویی رومانی)                     | ۱             |
| اسکاتلند (اوسی‌سی)                               | ۱             |
| اسلواکی (رادیو – ۱۰۰ آهنگ برتر)                 | ۱             |
| اسلواکی (۱۰۰ تک‌آهنگ دیجیتال برتر)               | ۱             |
| اسلوونی (اسلوتاپ۵۰)                             | ۱             |
| آفریقای جنوبی (اما)                             | ۱             |
| کره جنوبی (گائون)                               | ۳             |
| اسپانیا (پروموزیک)                              | ۱             |
| سوئد (فهرست برترین‌های سوئد)                     | ۱             |
| سوئیس (شوایزر هیت‌پاراد)                         | ۱             |
| تک‌آهنگ‌های بریتانیا (اوسی‌سی)                     | ۱             |
| مستقل بریتانیا (اوسی‌سی)                         | ۱             |
| بیلبورد هات ۱۰۰ ایالات متحده                    | ۱             |
| بزرگسالان معاصر ایالات متحده (بیلبورد)          | ۱             |
| ۴۰ تک‌آهنگ برتر بزرگسالان ایالات متحده (بیلبورد) | ۱             |
| ترانه‌های باشگاه رقص ایالات متحده (بیلبورد)      | ۱             |
| ایرپلی رقص/میکس شو ایالات متحده (بیلبورد)       | ۱             |
| ایرپلی پاپ لاتین ایالات متحده (بیلبورد)         | ۱۴            |
| ۴۰ آهنگ برتر جریان اصلی ایالات متحده (بیلبورد)  | ۱             |
| ایرپلی آراندبی/هیپ-هاپ ایالات متحده (بیلبورد)   | ۱۰            |
| ریتمیک ایالات متحده (بیلبورد)                   | ۱۰            |
| ایرپلی راک ایالات متحده (بیلبورد)               | ۲۶            |

| جدول (۲۰۲۱)              | بهترین جایگاه |
| ------------------------ | ------------- |
| ۲۰۰ آهنگ جهانی (بیلبورد) | ۷۱            |
| آفریقای جنوبی (ریزا)     | ۹۵            |

| جدول (۲۰۱۵)                            | جایگاه |
| -------------------------------------- | ------ |
| استرالیا (ای‌آرآی‌ای)                    | ۵      |
| اتریش (او۳ تاپ ۴۰ اتریش)               | ۵      |
| بلژیک (اولتراتاپ فلاندرز)              | ۵      |
| بلژیک (اولتراتاپ فلاندرز)              | ۱۴     |
| کانادا (۱۰۰ آهنگ داغ کانادا)           | ۲۵     |
| دانمارک (ترک‌لیسن)                      | ۲۵     |
| فرانسه (اس‌ان‌ئی‌پی)                      | ۱۴     |
| آلمان (جدول‌های رسمی آلمان)             | ۷      |
| مجارستان (۴۰ آهنگ برتر رقص)            | ۶۱     |
| مجارستان (۴۰ آهنگ برتر رادیویی)        | ۵۱     |
| مجارستان (۴۰ تک‌آهنگ برتر)              | ۶      |
| ایرلند (آی‌آرام‌ای)                      | ۷      |
| اسرائیل (مدیا فارست)                   | ۱۷     |
| ایتالیا (فیمی)                         | ۱۸     |
| هلند (۴۰ آهنگ برتر هلند)               | ۴۸     |
| هلند (۱۰۰ تک‌آهنگ برتر)                 | ۱۸     |
| نیوزیلند (موسیقی ضبط‌شده نیوزیلند)      | ۱۳     |
| بین‌المللی کره جنوبی (گائون)            | ۶      |
| اسپانیا (پروموزیکائه)                  | ۴۷     |
| سوئد (فهرست برترین‌های سوئد)            | ۲۸     |
| سوئیس (شوایزر هیت‌پاراد)                | ۶      |
| تک‌آهنگ‌های بریتانیا (شرکت جدول‌های رسمی) | ۶      |
| ۱۰۰ آهنگ داغ بیلبورد ایالات متحده      | ۳۵     |
| بزرگسالان معاصر ایالات متحده (بیلبورد) | ۳۹     |

| جدول (۲۰۱۶)                                    | جایگاه |
| ---------------------------------------------- | ------ |
| آرژانتین (دیده‌بان لاتین)                       | ۶۰     |
| استرالیا (ای‌آرآی‌ای)                            | ۴۲     |
| اتریش (او۳ تاپ ۴۰ اتریش)                       | ۶۹     |
| بلژیک (اولتراتاپ فلاندرز)                      | ۳۸     |
| بلژیک (اولتراتاپ والونی)                       | ۱۶     |
| برزیل (۱۰۰ آهنگ داغ برزیل)                     | ۷      |
| کانادا (۱۰۰ آهنگ داغ کانادا)                   | ۹      |
| کشورهای مستقل همسود (تاپ‌هیت)                   | ۲۸     |
| دانمارک (ترک‌لیسن)                              | ۳۳     |
| فرانسه (اس‌ان‌ئی‌پی)                              | ۱۱۲    |
| آلمان (جدول‌های رسمی آلمان)                     | ۷۰     |
| مجارستان (۴۰ آهنگ برتر رقص)                    | ۱۲     |
| مجارستان (۴۰ تک‌آهنگ برتر)                      | ۲۱     |
| اسرائیل (مدیا فارست)                           | ۱۳     |
| هلند (۴۰ آهنگ برتر هلند)                       | ۵۴     |
| ۴۰ هلند (۴۰ تک‌آهنگ برتر)                       | ۵۷     |
| نیوزیلند (موسیقی ضبط‌شده نیوزیلند)              | ۲۷     |
| اسلوونی (اسلوتاپ۵۰)                            | ۶      |
| ایرپلی روسیه (تاپ‌هیت)                          | ۳۴     |
| اسپانیا (پروموزیکائه)                          | ۵۴     |
| کره جنوبی (گائون)                              | ۷۶     |
| بین‌المللی کره جنوبی (گائون)                    | ۳      |
| سوئد (فهرست برترین‌های سوئد)                    | ۳۳     |
| سوئیس (شوایزر هیت‌پاراد)                        | ۵      |
| ایرپلی اوکراین (تاپ‌هیت)                        | ۳۶     |
| تک‌آهنگ‌های بریتانیا (شرکت جدول‌های رسمی)         | ۴۸     |
| ۱۰۰ آهنگ داغ بیلبورد ایالات متحده              | ۷      |
| بزرگسالان معاصر ایالات متحده (بیلبورد)         | ۴      |
| ۴۰ آهنگ برتر بزرگسالان ایالات متحده (بیلبورد)  | ۱۱     |
| ترانه‌های باشگاه رقص ایالات متحده (بیلبورد)     | ۲۲     |
| ایرپلی رقص/میکس‌شو ایالات متحده (بیلبورد)       | ۱۴     |
| ۴۰ آهنگ برتر جریان اصلی ایالات متحده (بیلبورد) | ۱۸     |

| جدول (۲۰۱۰–۲۰۱۹)                  | جایگاه |
| --------------------------------- | ------ |
| استرالیا (ای‌آرآی‌ای)               | ۲۸     |
| آلمان (جدول‌های رسمی آلمان)        | ۲۸     |
| تک‌آهنگ‌های بریتانیا (ز)            | ۲۵     |
| ۱۰۰ آهنگ داغ بیلبورد ایالات متحده | ۵۲     |

## گواهینامه‌ها و فروش
| منطقه                                   | گواهی     | واحد گواهی‌شده/فروش |
| --------------------------------------- | --------- | ------------------ |
| استرالیا (آی‌اف‌پی‌آی استرالیا)            | ۷× پلاتین | ۴۹۰٬۰۰۰            |
| بلژیک (بی‌ئی‌ای)                          | ۳× پلاتین | ۶۰٬۰۰۰             |
| کانادا (میوزیک کانادا)                  | الماس     | ۸۰۰٬۰۰۰            |
| دانمارک (آی‌اف‌پی‌آی)                      | ۳× پلاتین | ۲۷۰٬۰۰۰            |
| آلمان (بی‌وی‌ام‌آی)                        | پلاتین    | ۴۰۰٬۰۰۰            |
| ایتالیا (اف‌آی‌ام‌آی)                      | ۶× پلاتین | ۳۰۰٬۰۰۰            |
| مکزیک (امپروفون)                        | الماس+طلا | ۳۳۰٬۰۰۰            |
| نیوزیلند (آرآی‌ای‌ان‌زد)                   | ۵× پلاتین | ۷۵٬۰۰۰             |
| نروژ (آی‌اف‌پی‌آی نروژ)                    | ۶× پلاتین | ۳۶۰٬۰۰۰            |
| اسپانیا (سازنده‌های موسیقی)              | ۳× پلاتین | ۱۲۰٬۰۰۰            |
| سوئیس (آی‌اف‌پی‌آی سوئیس)                  | پلاتین    | ۳۰٬۰۰۰             |
| بریتانیا (بی‌پی‌آی)                       | ۴× پلاتین | ۲٬۵۰۰٬۰۰۰          |
| ایالات متحده (آرآی‌ای‌ای)                 | ۷× پلاتین | ۷٬۰۰۰٬۰۰۰          |
| رقم فروش+پخش جاری تنها بر پایهٔ گواهی‌ها. |           |                    |

## تاریخچه انتشار و پخش رادیویی
| منطقه        | تاریخ         | فرمت              | ناشر   |
| ------------ | ------------- | ----------------- | ------ |
| جهانی        | ۲۳ اکتبر ۲۰۱۵ | دانلود دیجیتال    | ایکس‌ال |
| ایتالیا      | ۲۳ اکتبر ۲۰۱۵ | رادیوی جریان اصلی | ایکس‌ال |
| ایالات متحده | ۲۶ اکتبر ۲۰۱۵ | رادیو هات ای‌سی    | کلمبیا |
| بریتانیا     | ۲۶ اکتبر ۲۰۱۵ | رادیوی جریان اصلی | کلمبیا |
| ایالات متحده | ۲۷ اکتبر ۲۰۱۵ | رادیوی جریان اصلی | کلمبیا |